# 叔姪婚
叔姪婚（しゅくてつこん）は、おじまたはおばと姪または甥の結婚。異世代婚の一種。ただし、日本語では「姪男」を「甥」と呼んだりするなど親族呼称を別に言い回すことが多いため、紛らわしさを避けるため「叔父（伯父）と姪の結婚」「叔母（伯母）と甥の結婚」などと関係を具体的に表現することも多い。近親婚扱いされて許可されていない国も多い。
なお、「おじと姪の結婚は認めるがおばと甥の結婚は不可（あるいはその逆）」「母方のおじ・おばとの結婚は認めるが父方は不可（あるいはその逆）」というような片方のパターンだけ認めるようなケースもある。

## 地域的状況

### ヨーロッパ

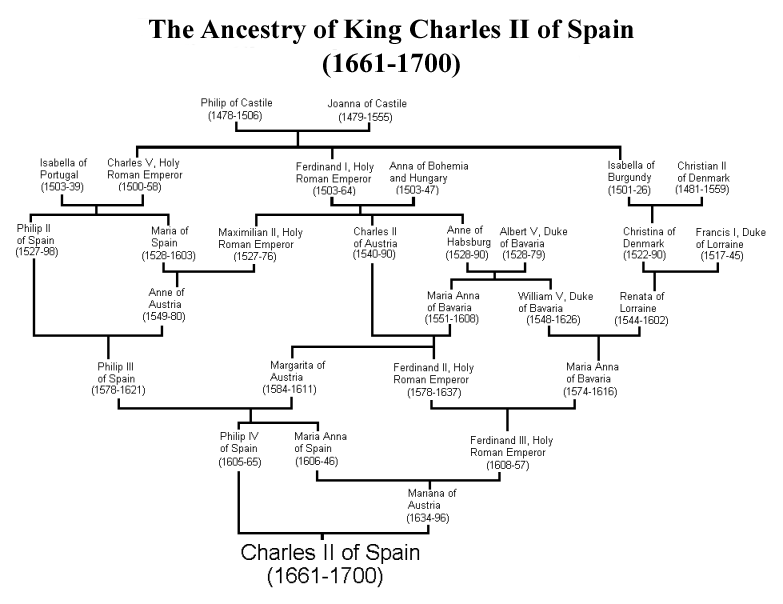
15世紀から17世紀にかけてのハプスブルク家の系図

古代ローマ帝国では、皇帝クラウディウスと姪の小アグリッピナが法律を変えて無理に結婚した例がある。東ローマ帝国の皇帝ヘラクレイオスと姪のマルティナのように、周囲から非難を浴びながらも結婚した例もある。南ドイツ発祥で神聖ローマ皇帝家やスペイン王家にもなったハプスブルク家はこのような婚姻を頻繁に行っていたことで知られ、例えば皇帝フェルディナント2世の両親（オーストリア大公カール2世とマリア・アンナ・フォン・バイエルン）は叔父と姪、スペイン王フェリペ3世の両親（スペイン王フェリペ2世とアナ・デ・アウストリア）は伯父と姪の関係である。スペイン・ハプスブルク家の断絶は度重なる近親婚による遺伝的な疾患の発現が原因である可能性があるとする説があるが、ポルトガルやスペイン、南イタリアの王族の間ではハプスブルク家以前（アヴィス朝、トラスタマラ朝）にも以後（ブラガンサ朝、スペインと両シチリア王国のブルボン朝）にも叔姪婚がしばしば行われている。
ドイツでは、法律上は叔姪婚が認められている。アドルフ・ヒトラーの姪であるゲリ・ラウバルが自殺したのは、ヒトラーが姪のゲリと愛人関係にあったにもかかわらず結婚しようとしなかったためだとする見方もある。

### アジア
タイにおいては、このような婚姻も法律上認められている。インドにおいては、一般的な場合に適用される婚姻法では原則としては禁止しているが、あくまで原則であり、実際には宗教や慣習上の問題がなければ可能とされている。母親の介護で忙しく年齢を経ても未婚だった息子が、母親が92歳で死去した後、既に60歳となっていたが50歳の姪と結婚したという2008年のタミル・ナードゥ州での報道もある。
朝鮮では古代に新羅で骨品制の影響もあり、また高麗でもその伝統を受けて、王族でおばと甥、おじと姪が結婚する例が見られた。
中国においては、漢民族の習俗によって同姓間の叔姪婚は認められなかったが、古くは異姓間の叔姪婚に関する規制はなかった。古代には前漢の恵帝や三国時代の呉の景帝が姪（いずれも姉の娘）を皇后としていた例がある。儒学者は異姓間でも反対したため、次第に行われなくなった。

#### 日本
日本ではかつては普通に見られた慣習で、日本神話においては叔母と甥の関係であるタマヨリビメとウガヤフキアエズが結婚したことによって誕生した息子が後に初代天皇として即位し、神武天皇になったという伝説もある。

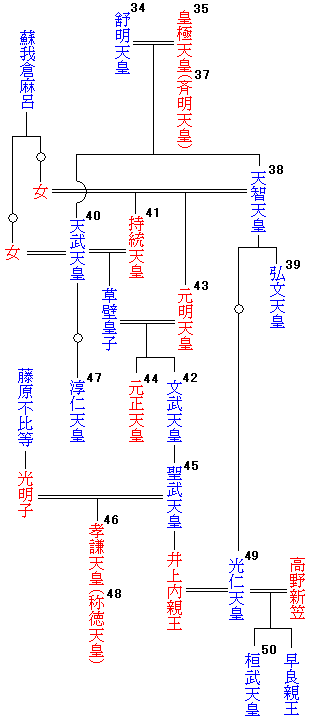
天智天皇と天武天皇の時代の天皇家の系図

天皇家では政略上の問題から結婚させられたとみられる場合もあり、孝徳天皇と姪の間人皇女の婚姻例のように、不和が酷かったとされる事例もある。天智天皇と天武天皇の時代には、天智の娘すなわち天武の姪が何人も叔父である天武の妻になったという記録がある。
奈良時代、藤原氏出身で皇后になった光明皇后は、夫である聖武天皇の母方の叔母に当たる存在であった。平安時代も、朱雀天皇と煕子女王、円融天皇と尊子内親王のように叔父と姪の婚姻例が存在している。
摂関政治の頂点といえる藤原道長の時代には、天皇家の母方の一家が実権を握ったことで、後一条天皇や後朱雀天皇のように天皇が母方の叔母と結婚する現象が見られた。だが、後一条天皇は叔母と結婚しているが、当時としては珍しい一夫一妻制を貫いた天皇として知られている。
戦国大名の伊達政宗の下で活躍した一門の家臣・伊達成実は、母親が父伊達実元の姪であったとされている。大坂の陣で江戸幕府軍に敗北し処刑された長宗我部盛親は、姪を妻としていた。
明治時代に制定された民法では建前上は一応禁止したが、内縁関係の制限は設けなかったため、事実上は地域社会においては黙認された慣習として続いている。倉本政雄による昭和17年度（1942年度）の富山県の産婦人科における調査によれば、調査対象となった1197人の婚姻例のうち2例すなわち約0.17%の婚姻が叔姪婚であったと、1943年（昭和18年）に豐田文一との共同研究という形で報告をしている。
2007年（平成19年）3月8日には叔父と内縁関係にあった女性の遺族年金請求訴訟では倫理性などに問題がなければ遺族年金給付は可能という最高裁判所の判断が示された（近親婚的内縁配偶者遺族年金訴訟）。2009年（平成20年）1月には、兵庫県における叔父と姪の内縁関係の訴訟においても遺族年金給付を認める判決が東京地方裁判所で出されている。

## 叔姪婚の例
夫婦とも記事が揃っている事例のみ挙げる。

### ヨーロッパ
- スパルタ王レオニダス1世とゴルゴー（姪）
- マケドニア王ピリッポス3世とエウリュディケ2世（姪）
- ローマ皇帝クラウディウスと小アグリッピナ（姪）
- 東ローマ皇帝ヘラクレイオスとマルティナ（姪）
- ポルトガル王子ジョアン（ジョアン1世の子）とイザベル・デ・バルセロス（姪）
- ポルトガル王アフォンソ5世とフアナ・ラ・ベルトラネーハ（姪）
- ポルトガル女王マリア1世と王配ペドロ3世（叔父）
- ポルトガル王太子（ブラジル公）ジョゼとマリア・フランシスカ・ベネディタ・デ・ブラガンサ（叔母）
- スペイン王フェリペ2世とアナ・デ・アウストリア（姪）
- スペイン王フェリペ4世とマリアナ・デ・アウストリア（姪）
- スペイン王フェルナンド7世とマリア・イサベル・デ・ブラガンサ、マリア・クリスティーナ・デ・ボルボン＝ドス・シシリアス（いずれも姪）
- スペイン王子カルロス（フェルナンド7世の弟）とマリア・フランシスカ・デ・ブラガンサ、マリア・テレザ・デ・ブラガンサ（いずれも姪）
- スペイン王子フランシスコ・デ・パウラ（フェルナンド7世の弟）とルイサ・カルロッタ・デ・ボルボン＝ドス・シシリアス（姪）
- ナポリ王フェルディナンド2世とジョヴァンナ・ディ・ナポリ（叔母）
- モデナ公フランチェスコ4世とマリーア・ベアトリーチェ・ディ・サヴォイア（姪）
- 両シチリア王子フランチェスコ（フランチェスコ1世の子）とマリーア・イザベッラ・ダズブルゴ＝トスカーナ（姪）
- イタリア王子アメデーオ（元スペイン王アマデオ1世）とマリー・レティシア・ボナパルト（姪）
- オーストリア大公フェルディナント2世とアンナ・カテリーナ・ゴンザーガ（姪）
- オーストリア大公カール2世とマリア・アンナ・フォン・バイエルン（姪）
- 神聖ローマ皇帝レオポルト1世とマルガリータ・テレサ・デ・エスパーニャ（姪）
- バイエルン選帝侯マクシミリアン1世とマリア・アンナ・フォン・エスターライヒ（姪）
- プロイセン王子フェルディナントとアンナ・エリーザベト・ルイーゼ・フォン・ブランデンブルク＝シュヴェート（姪）
- ザクセン＝コーブルク＝ゴータ公エルンスト1世とマリー・フォン・ヴュルテンベルク（姪）
- リヒャルト・クレメンス・フォン・メッテルニヒとパウリーネ・シャーンドル（姪）

### エジプト
- プトレマイオス8世とクレオパトラ3世（姪）
- プトレマイオス10世とベレニケ3世（姪）

### アジア

#### 日本
- 舒明天皇と皇極天皇（姪）
- 孝徳天皇と間人皇女（姪）
- 天智天皇と倭姫王（姪）
- 天武天皇と大田皇女、持統天皇、大江皇女、新田部皇女（いずれも姪）
- 大津皇子と山辺皇女（叔母）
- 草壁皇子と元明天皇（叔母）
- 聖武天皇と光明皇后（叔母）
- 光孝天皇と尾張女王（姪）
- 淳和天皇と正子内親王（姪）
- 阿保親王と伊都内親王（叔母）
- 醍醐天皇と為子内親王（叔母）
- 朱雀天皇と煕子女王（姪）
- 村上天皇と徽子女王（姪）
- 源高明と愛宮（姪）
- 円融天皇と尊子内親王（姪）
- 後一条天皇と藤原威子（叔母）
- 後朱雀天皇と藤原嬉子（叔母）
- 後朱雀天皇と藤原嫄子（姪）
- 堀河天皇と篤子内親王（叔母）
- 二条天皇と姝子内親王（叔母）
- 後深草天皇と西園寺公子（叔母）
- 伏見天皇と洞院季子（叔母）
- 邦良親王と禖子内親王（叔母）
- 伊達実元と鏡清院（姪）
- 蘆名盛隆と彦姫（叔母）

#### 中国
- 前漢の恵帝と張皇后（姪）
- 三国時代の呉の景帝と朱皇后（姪）
- 金の海陵王と蒲察叉察（姪）

#### 中東
- ヘロデ・アンティパスとヘロデヤ（姪）　なお、ヘロデヤがアンティパス以前に結婚していた前夫[7]も彼女の叔父（アンティパスの弟）である。

## 大叔父と姪孫の結婚
叔姪婚に類似する異世代婚として、大叔父と姪孫の結婚もある。歴史上の人物では以下の例がある。
- アラゴン王フェルナンド2世とジェルメーヌ・ド・フォワ
- バーデン大公レオポルトとソフィア・ヴィルヘルミナ・アヴ・スヴェーリエ